# Emmanuel Drake del Castillo
Pour les articles homonymes, voir Drake del Castillo.
Le comte Emmanuel Drake del Castillo, né le 28 décembre 1855 à Paris et mort le 14 mai 1904 au château de Saint-Cyran-du-Jambot (Indre), est un botaniste français.

## Biographie
Emmanuel Drake del Castillo est l'un des fils de Santiago Drake del Castillo, un riche planteur de canne à sucre anglo-espagnol originaire de Cuba et installé en France, et de Charlotte Claire Spitz, sa seconde épouse française. En 1876, cinq ans après la mort de Santiago, Emmanuel ayant atteint la majorité rentre en possession du château de Montalan à Saint-Hilaire-les-Andrésis (Loiret). Son frère Jacques dispose quant à lui du château de Candé à Monts (Indre-et-Loire) ; il devient plus tard député dans le même département. En 1883, Emmanuel achète le château de Saint-Cyran-du-Jambot (département de l'Indre).
Après avoir suivi des études de droit à Paris et obtenu une licence, passionné par la botanique, il devient l'élève d'Édouard Bureau (1830-1918), professeur au Muséum national d'histoire naturelle à Paris.
Il épouse en 1882 Marthe de La Ville Le Roulx avec laquelle il aura six enfants. Il fait planter dans le parc du château de Saint-Cyran des arbres remarquables[source insuffisante].
Il est maire de Saint-Cyran-du-Jambot de 1884 à sa mort, survenue le 14 mai 1904, probablement des suites de la grippe.

## Reconnaissance scientifique
Entre 1886 et 1892, il publie Illustrationes Florae Insulae Maris Pacifici synthèse de son étude sur la flore de la Polynésie française. Il s'intéresse ensuite à la flore de Madagascar dont il étudie les récoltes de Guillaume Grandidier.
Parallèlement à ces travaux, il constitue un herbier qui à sa mort comprend plus de 500 000 échantillons et que sa veuve lègue au Muséum national d'histoire naturelle. La plus grande partie de son herbier est constituée par l'herbier de Franqueville (lui-même formé des herbiers Richard, Steudel, Franchkt et des collections  réalisées entre 1845 et 1880) ; il possède aussi des dons du Muséum d'histoire naturelle de Paris et de l'herbier de Calcutta.
Botaniste réputé, Emmanuel Drake del Castillo est membre de nombreuses institutions comme la Société royale de botanique de Belgique, la Société royale bavaroise de botanique de Ratisbonne, la Société philomathique de Paris, la Société linnéenne entre autres. Il est président de la Société botanique de France en 1900 et officier de l'Instruction publique[source insuffisante].
Emmanuel Drake del Castillo dédie le genre Alluaudia de la famille des Didiereaceae à Charles Alluaud.

## Liste partielle des plantes qu'il a décrites
- Alluandia, famille Didiereaceae.
- Alluaudia, famille Didiereaceae
- Apaloxylon, famille Leguminosae
- Bathiaea, famille Leguminosae
- Cullumiopsis, famille Asteraceae
- Gigasiphon, famille Leguminosae
- Leptomischus, famille Rubiaceae
- Poortmannia, famille Solanaceae[8]

## Œuvres
- Illustrationes florae insularum maris Pacifici, 1886-1892
- avec Henri Baillon, Histoire naturelle des plantes (2 vol.) (Histoire physique, naturelle et politique de Madagascar, vol. 30 & 36), 1897-1902
- Remarques sur la flore de la Polynésie et sur ses rapports avec celle des terres voisines, 1890
- Flore de la Polynésie française : description des plantes vasculaires qui crossent spontanément ou qui sont généralement cultivées aux Iles de la Société Marquises, Pomotou, Gambier et Wallis, 1892
- Notice sur la vie et les travaux de A. Franchet, p. 158-172 - Société botanique de France, Bull. Soc. bot. Fr., Comptes rendus des séances, Tome 47 - Fascicule 1, 1900
- Madagascar Au Début Du XXe siècle, 1902